# Sun Viking
Die Sun Viking war ein Kreuzfahrtschiff, das 1972 von der damals norwegischen Reederei Royal Caribbean Cruise Line in Dienst gestellt wurde. Das Schiff bildete bei seiner Ablieferung den Abschluss der aus drei Schiffen bestehenden, für die Royal Caribbean Cruise Line gebaute Song-of-Norway-Klasse und war bei seiner Verschrottung im Jahr 2022 das letzte noch existierende Schiff der Baureihe.

## Geschichte

### 1971 bis 1998:Sun Viking

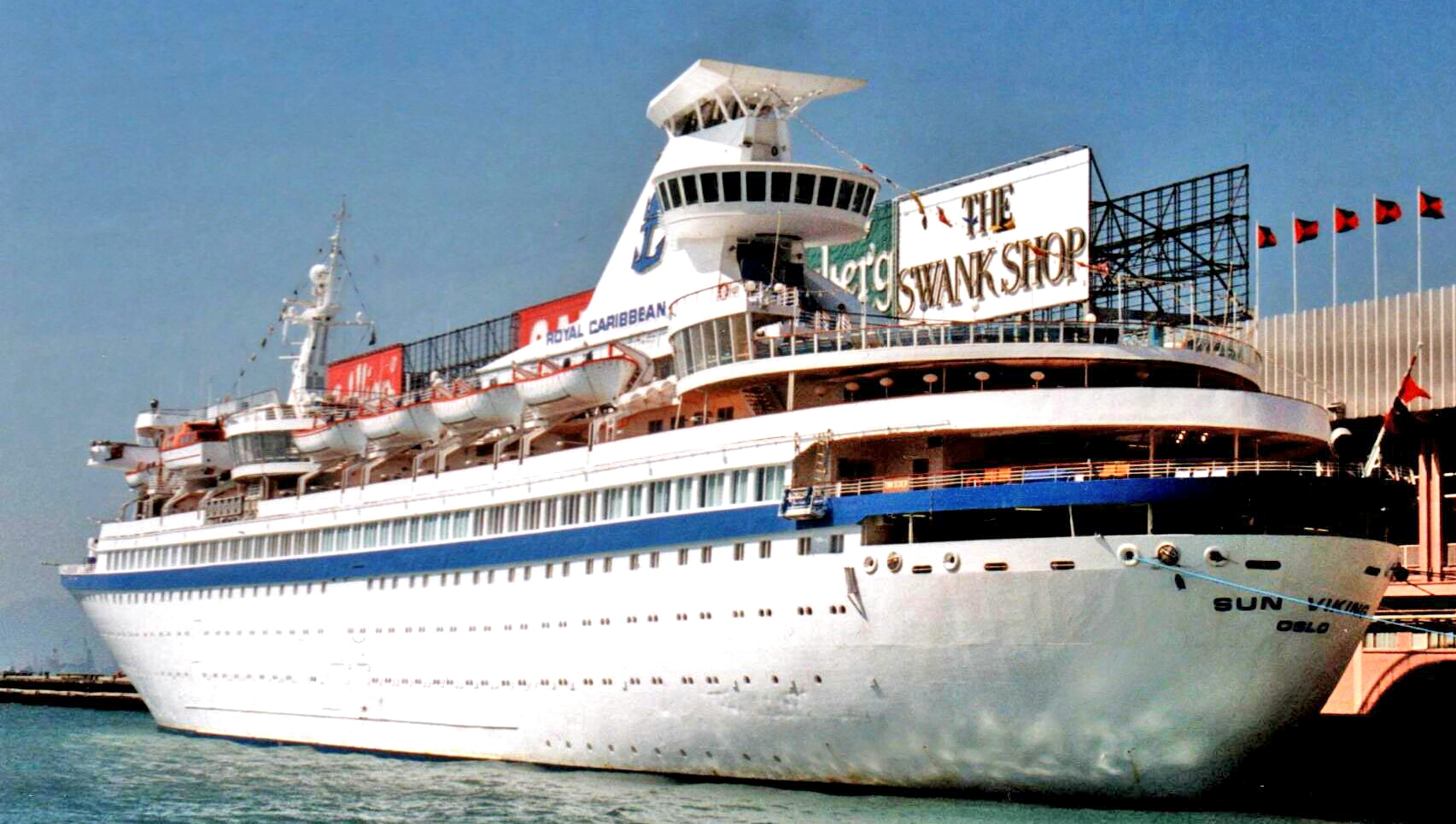
Heckansicht der Sun Viking

Royal Caribbean Cruise Line mit damaligem Sitz in Oslo gab bereits Ende der 1960er Jahre drei als Karibik-Kreuzfahrtschiffe entwickelte Passagiermotorschiffe in Auftrag. Die bei der Wärtsilä-Werft in Helsinki gebauten Schiffe Song of Norway, Nordic Prince und Sun Viking bildeten zusammen die Song-of-Song-of-Norway-Klasse. Die Sun Viking wurde unter der Baunummer 394 auf Kiel gelegt und war das letzte der drei bei Wärtsilä in Helsinki erbauten Schwesterschiffe. Sie wurde am 27. November 1971 vom Stapel gelassen.
Nach der Ablieferung am 10. November 1972 begann die Sun Viking ab Dezember eine mehr als zwei Jahrzehnte andauernde Dienstzeit bei Royal Caribbean, in der sie hauptsächlich für Kreuzfahrten von Miami in die Karibik eingesetzt wurde. Sie unternahm jedoch auch längere Reisen nach Kanada, Alaska oder Asien. Im September 1997 gab Royal Caribbean den Verkauf des Schiffes nach 25 Dienstjahren bekannt.

### 1998:SuperStar Sagittarius
Im Januar 1998 wurde die Sun Viking an die Reederei Star Cruises aus Panama veräußert, die sie in SuperStar Sagittarius umbenannte und in den folgenden Monaten vom Basishafen Port Klang in Malaysia zu Kreuzfahrten in Asien einsetzte.

### 1998 bis 2001:Hyundai Pongnae
Schon im September 1998 erwarb Hyundai Merchant Marine mit Sitz in Panama das Schiff und setzte es ab November 1998 als Hyundai Pongnae zu Fahrten nach Nordkorea ein.

### 2001 bis 2003:Pongnae
Ab 2001 lag das Schiff auf und stand zum Verkauf. Im Jahr 2002 charterte Tropical View das Schiff und setzte es im August und September des Jahres für Casinokreuzfahrten von Haikou nach Hainan und der Halong-Bucht ein. Ab September 2002 lag das Schiff, erneut umgetauft auf den Namen Pongnae, im südkoreanischen Busan auf.

### 2003 bis 2007:Omar III

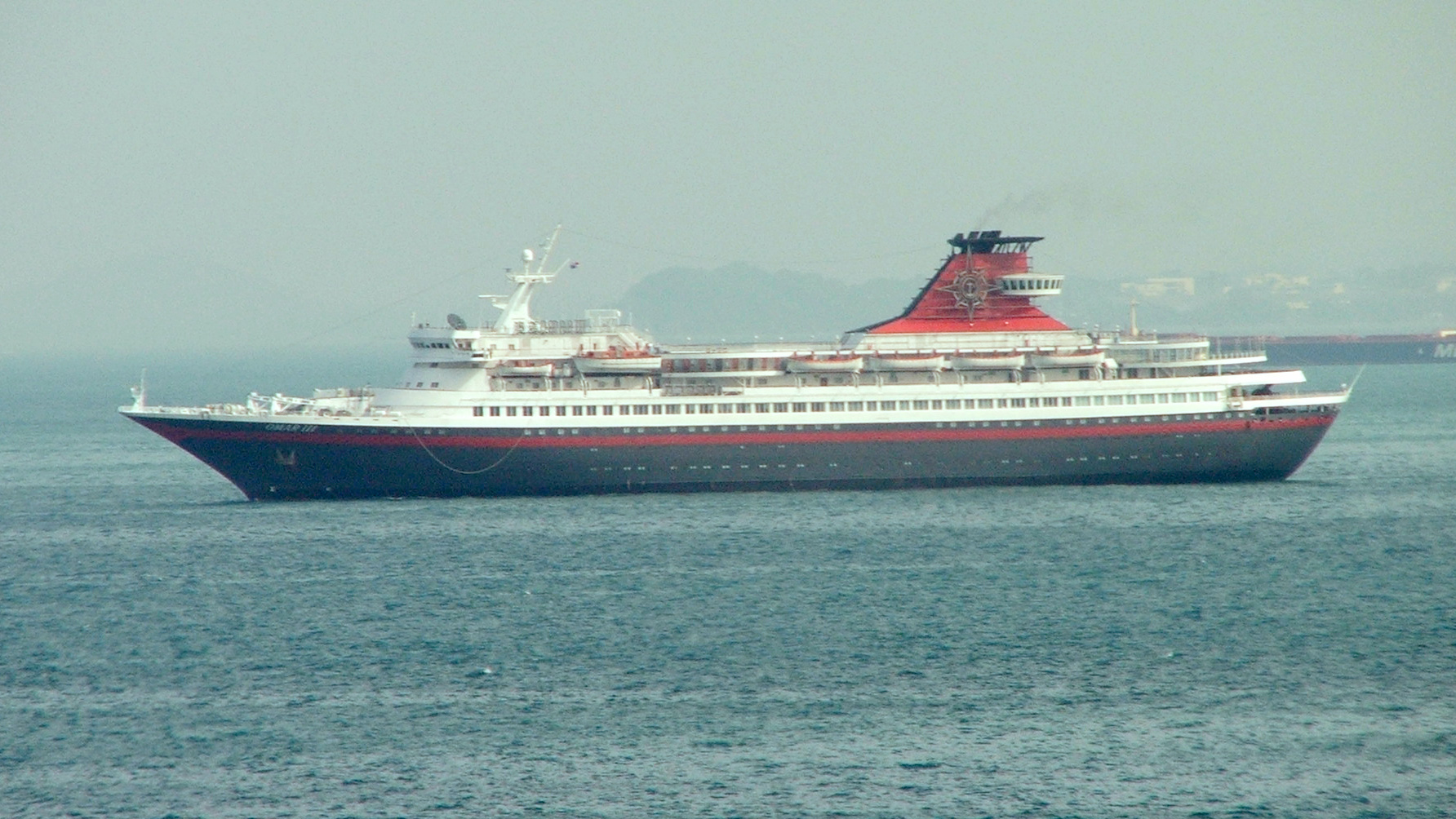
Die Omar III in der Singapurstraße

Im April 2003 übernahm der Betreiber Kong Way aus Hongkong das Schiff und setzte es als Omar III unter panamaischer Flagge für Casinokreuzfahrten vor Hongkong und Singapur ein. Bereedert wurde die Omar III von Asia Cruises.

### 2007 bis 2011:Long Jie
Im Juni 2007 übernahm die Real Win Ltd. aus Singapur das Schiff und taufte es in Long Jie um. Als Reeder war Sanyang Marine aus Singapur angegeben. Die Long Jie war fortan für Casinokreuzfahrten vor Singapur im Einsatz und wurde nach drei Dienstjahren im Juli 2010 zum Verkauf ausgeschrieben.

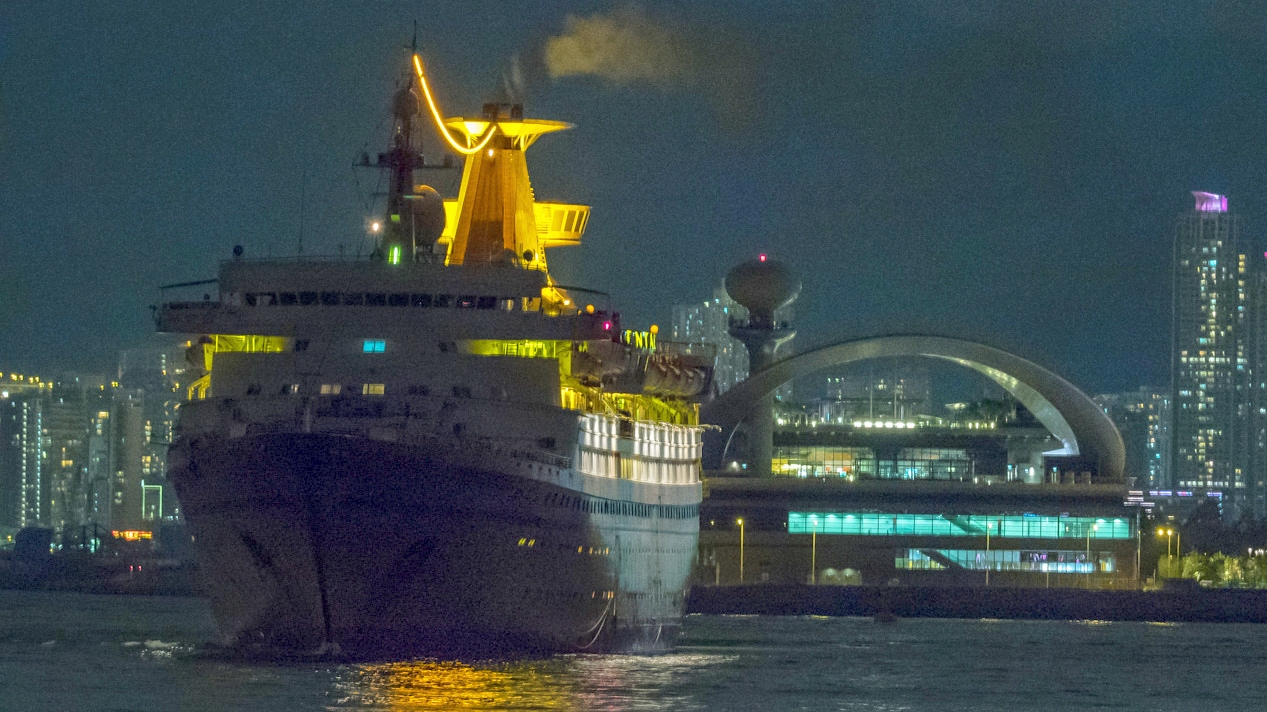
Die Oriental Dragon vor Hongkong, Mai 2015

### 2011 bis 2021:Oriental Dragon
Im Februar 2011 wurde das Schiff für knapp 13 Mio. USD an ein chinesisches Unternehmen verkauft und fortan von der Metropolis Cruise Group als Oriental Dragon für Casinokreuzfahrten in der Bucht von Hongkong eingesetzt. Neben der Oriental Dragon setzte die Metropolis Cruise Group die Starry Metropolis und die Metropolis ein. Ab 2019 war das Schiff nach Malaysia verchartert.

### 2021 bis 2022:Dragon
2021 wurde die Oriental Dragon zum Abbruch an eine Abwrackwerft verkauft. Am 2. Februar 2022 traf das Schiff als Dragon unter der Flagge von St. Kitts und Nevis in Gadani zum Abbruch ein.